# Roberto Grau
Roberto Gabriel Grau (ur. 18 marca 1900 w Buenos Aires, zm. 12 kwietnia 1944 tamże) – szachista argentyński.
Z zawodu dziennikarz. W latach 1927–1939 uczestniczył w pięciu szachowych olimpiadach, z czego trzykrotnie na pierwszej szachownicy. Barw Argentyny bronił również na nieoficjalnej olimpiadzie w Paryżu w 1924 roku.

## Znaczące wyniki
- 1921/22 Montevideo – 1. miejsce
- 1923 Buenos Aires – 1. miejsce
- 1928 Mar del Plata – 1. miejsce (3. mistrzostwa Ameryki Południowej)[2]
- 1929 Rosario – 1. miejsce
- 1934 Mar del Plata – 2. miejsce
- 1936 Reus – dzielone 3-4. miejsce